# SN 2003eg
SN 2003eg – supernowa typu II odkryta 17 maja 2003 roku w galaktyce NGC 4727. W momencie odkrycia miała maksymalną jasność 15,80m.